# آندریا بارنیانی
آندریا بارنیانی (به انگلیسی: Andrea Bargnani) متولد ۱۹۸۵ میلادی در رم در ایتالیا بازیکن حرفه‌ای ان بی ای است. او یک بازیکن ملی پوش ایتالیا است که در تورنتو رپتورز توپ می زند. بارنیانی یک سنتر و فروارد قدرتی است و در سال ۲۰۰۶ در درفت سرتاسری ان بی ای در رتبه یکم توسط تورنتو رپتورز انتخاب گردید.